# جریان نامناسب

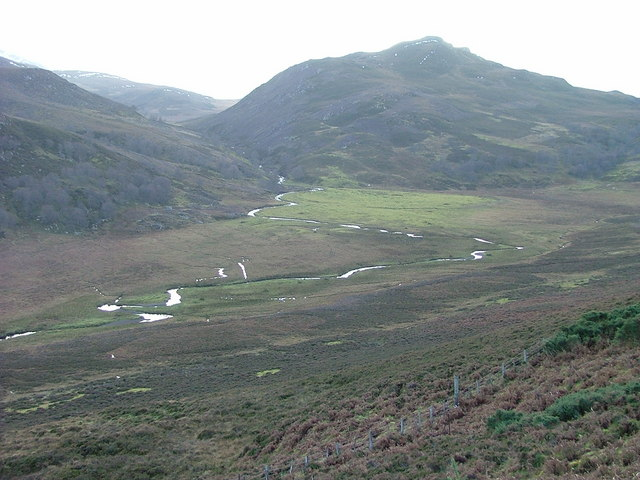
جریان نامناسب رودپیچ Gleann nan Eun از طریق درهای به همین نام در ارتفاعات اسکاتلند می‌گذرد.

جریان نامناسب (انگلیسی: Misfit stream) به رودخانه ای گفته می‌شود که از سرآب خود بی بهره است و آنقدر بزرگ یا کوچک است که باعث فرسایش دره یا گذرگاه غاری که در آن می‌گذرد، نباشد. این اصطلاح همچنین برای نهر یا رودخانه ای با پیچ و خم‌هایی به کار می‌رود که به وضوح از نظر اندازه با پیچ و خم‌های دره تناسبی ندارند. اگر نهر نامناسب برای دره یا پیچ و خم‌های آن بیش از حد بزرگ باشد، به عنوان جریان بیش از حد مناسب شناخته می‌شود. اگر نهر نامناسب برای دره یا پیچ و خم‌های آن بسیار کوچک باشد، به عنوان نهر زیر تناسب شناخته می‌شود.